# Morcote

Fahne

Morcote (im lombardischen Ortsdialekt Murcò [murˈkɔ]) ist eine politische Gemeinde im Schweizer Kanton Tessin. Sie gehört zum Kreis Paradiso beziehungsweise zum Bezirk Lugano.
Der früher wichtige, von einer Renaissancekirche und einer Burgruine überragte Handelsort ist heute mit seiner schönen Lage am Luganersee, seinen Palazzi, einer monumentalen Kirchentreppe mit 404 Stufen, dem berühmten Friedhof, den Arkaden an der Uferstrasse und dem Parco Scherrer nicht nur ein touristisches Ziel, sondern mit dem Ortsteil Arbostora seit über dreissig Jahren ein gesuchtes, sich bis an seine naturbestimmten Grenzen ausdehnendes Wohngebiet.

## Geographie
Morcote liegt zehn Kilometer südwestlich von Lugano am südlichen Luganersee am Fusse des 822 Meter hohen Monte Arbòstora, gegenüber dem italienischen Porto Ceresio.
Die Nachbargemeinden sind im Norden Lugano und Vico Morcote, im Osten Brusino Arsizio, im Süden Porto Ceresio (IT-VA) und im Westen Brusimpiano (IT-VA).

## Geschichte

Luftbild aus 100 Metern von Walter Mittelholzer (1929)

Historisches Luftbild von Werner Friedli (1964)

Erstmals urkundlich erwähnt findet sich Morcote im Jahr 926 in der Phrase habitator in Murcao. Der Ortsname geht vermutlich auf das lateinische Adjektiv muricatum «gemauert, mit einer Mauer umgürtet» zurück.
Die über Morcote gelegene, heute noch als Ruine existierende Burg diente im Hochmittelalter der Überwachung des Seeverkehrs. 1422 erhielt die Gemeinde vom Herzog von Mailand das Selbstverwaltungsrecht (Wahl des Podestaten), Fischerei- und Marktrechte sowie die Befreiung von gewissen Zollsteuern. Im Pestjahr 1432 überlebten am Ort nur gerade sieben Familien.
1517 wurde Morcote von den Eidgenossen erobert und der Vogtei Lugano zugeteilt; seine gerichtliche und steuerliche Autonomie sowie das Fischereirecht auf dem ganzen See blieben aber unangetastet. Eine selbständige Pfarrei wurde Morcote 1583. 1623 gründete der Architekt Giuseppe Fossati die Scuola dei comacini morcotesi, die 1902 durch eine kommunale Zeichenschule abgelöst wurde. Bei einem Erdrutsch 1862 versanken sieben Häuser im See. Im ausgehenden 19. Jahrhundert gründete Franchina Rusca (1837–1901), ab 1864 mit Giovanni Caccia († 1877) verheiratet, in Morcote das Istituto Caccia-Rusca, ein Altersheim für die Einwohner von Morcote und Umgebung sowie von Bioggio.
Seine wirtschaftliche Grundlage im Spätmittelalter und in der Frühen Neuzeit waren Fischerei, Landwirtschaft und Seehandel sowie die Geldüberweisungen der nach Italien ausgewanderten Künstler. Bis zum Bau des auch als Ponte Diga bekannten Seedamms von Melide im Jahr 1847 war Morcote ein wichtiger Warenumschlagsplatz und der grösste Hafen am Luganersee. Die Waren auf der Verbindungsroute zwischen dem Kanton Tessin und Norditalien wurden in Morcote auf Schiffe umgeladen und über den See gebracht. Seit dem 19. Jahrhundert lebt Morcote zunehmend vom Tourismus, wozu noch Kunsthandwerk und Weinbau kommen.
2016 wurde Morcote zum «schönsten Dorf der Schweiz» gewählt. 2023 wurde Morcote (neben Saint-Ursanne JU) von der Weltorganisation für Tourismus der Vereinten Nationen in die Liste der «besten Tourismusdörfer» (englisch Best Tourism Villages) aufgenommen.

## Bevölkerung
Einwohnerzahlen: Volkszählungsdaten  (für 1970 keine Zahl eingetragen; die diesbezügliche Angabe des BFS stimmt wahrscheinlich nicht)

## Infrastruktur
- Corpo Pompieri Melide[11][12]

## Verkehr
Morcote liegt an einer Nebenstrasse zwischen dem Luganer Quartier Barbengo und Vico Morcote, die dem Seeufer entlang führt. Die nächsten Autobahnanschlüsse der A2 sind Melide/Bissone sowie Lugano-Sud bei Noranco.
Die nächste Haltestelle der Gotthardbahn befindet sich in Melide. Der nächste Flughafen ist der rund 9 km nordwestlich gelegene Flughafen Lugano.

## Sehenswürdigkeiten
Das kompakte Dorfbild mit seinen sich dem See entlangziehenden Laubengängen, dem inneren Wegnetz, der über dem Dorf gelegenen Pfarrkirche und den sich nördlich und westlich des Dorfs anschliessenden Villen aus dem frühen 20. Jahrhundert ist im Inventar der schützenswerten Ortsbilder der Schweiz (ISOS) als schützenswertes Ortsbild der Schweiz von nationaler Bedeutung eingestuft.
- Die Wallfahrtskirche Santa Maria del Sasso ist ein bedeutender Renaissancebau, der auf einer Aussichtsterrasse liegt. Vielleicht im 13. Jahrhundert gegründet, wurde die Anlage 1462 neu errichtet und kurz vor 1578 umgebaut (Achsendrehung um 180 Grad mit neuem Chor im Süden). Der Kirchturm hat einen spätromanischen Unterbau und eine Haube von 1729. Im Innern finden sich Renaissancefresken zweier verschiedener Maler (Giovanni Battista Tarilli und vielleicht Domenico Pezzi) aus Puria sowie barocke Malereien. Die das Dorf mit der Kirche verbindende Monumentaltreppe stammt teils aus dem 18., teils aus dem 19. Jahrhundert.[14][15]
- Die Kapelle Sant’Antonio da Padova westlich der Pfarrkirche wurde 1676 erbaut und ist ein oktogonaler, dreigeschossiger Saalbau mit krönender Laterne und im 18. Jahrhundert hinzugefügtem Portikus.[16][17]
- Die Kapelle Sant’Antonio Abate gehörte ursprünglich zu einem Hospiz des Antoniter-Ordens und ist ein spätmittelalterliches Gebäude mit tonnengewölbtem Atrium, durch das der alte Fussweg nach Figino und Lugano führt.[18][19]
- Der über dem Dorf befindliche terrassierte Monumentalfriedhof wurde 1750 angelegt und 1869 sowie 1878 erweitert. Er enthält zahlreiche bemerkenswerte Grabkapellen und Grabmäler, darunter die Kapellen von Gaspare und Giuseppe Fossati (1869), der Paleari (1872) und der Ganini (1955), die Ädikula der Familie Caccia (1884) und das Grab von Carlo Bombieri mit einer Bronzefigur von Henry Moore (1995).[18] Von Künstlern, die hier ihre letzte Ruhestätte gefunden haben, seien erwähnt: Alexander Moissi (1879–1935), bestbezahlter Bühnen-Schauspieler seiner Zeit, Georges Baklanoff (1881–1938), russischer Bariton, Georg Kaiser (1878–1945), deutscher Dramatiker, Eugen d’Albert (1864–1932), deutscher Komponist und Pianist, und Kurt Feltz (1910–1982), deutscher Schlagertexter und Musikproduzent.[20]
- Das Rathaus ist ein Palazzo mit Neorenaissancefassade aus der zweiten Hälfte des 19. Jahrhunderts.[18]
- Die Kapelle San Rocco wurde 1548–1553 erbaut und im 19. Jahrhundert erweitert; im Innern Fresken von 1787.[21]
- Der Palazzo Fedele datiert aus dem 18. Jahrhundert und weist barocke Balkone, Treppengeländer und Deckenstuckaturen auf.[21]
- Die Casa Ruggia ist ein Renaissancebau aus dem 16. Jahrhundert mit vierjochigem Säulenportikus und achtjochiger Loggia.[21]
- Die Casa Buzzi aus dem 16. Jahrhundert ist vollständig mit Sgraffitodekoration überzogen.[21]
- Die Casa Isella zeigt Reste von Jugendstildekoration.[21]
- Der Palazzo Paleari wurde 1483 errichtet und 1661 umgebaut; an der Fassade finden sich Stuckaturen von Abbondio Paleari.[21]
- Der Torre del capitano geht auf das frühe 14. Jahrhundert zurück; seine Höhe wurde im 18. Jahrhundert auf diejenige der benachbarten Häuser eingekürzt. Er ist in sorgfältigem Quadermauerwerk ausgeführt und weist gotische Tor- und Fensteröffnungen sowie Fresken aus dem 14. bis 16. Jahrhundert auf.[21]
- Die Villa Matilde und die Villa Foglia datieren beide von etwa 1930. Erstere ist ein eklektisches Gebäude mit Dekorationsmalereien und Sgraffito-Verzierungen, letztere ist an den Typ des Tessiner Bürgerhauses angelehnt.
- Der Parco Scherrer wurde ab 1930 vom St. Galler Textilhändler Hermann Arthur Scherrer angelegt. Die artenreiche tropische, subtropische und einheimische Vegetation wird durch Pavillons und Kunstwerke ergänzt, welche die von Scherrer bereisten Erdteile symbolisieren. Der am westlichen Dorfausgang gelegene Park befindet sich seit 1965 im Besitz der Gemeinde und ist seit 1973 für die Öffentlichkeit zugänglich.[22][23][24][25]
- Die auf einem Felssporn über dem Dorf gelegene Burg zeigt Spuren aus dem 12. Jahrhundert, die noch heute sichtbaren Mauern datieren jedoch grösstenteils aus dem 15. Jahrhundert. Sie wurde 1512 von den Eidgenossen geschleift.[26]

## Bilder

Historisches Bild Morcotes von Leo Wehrli (1934?)
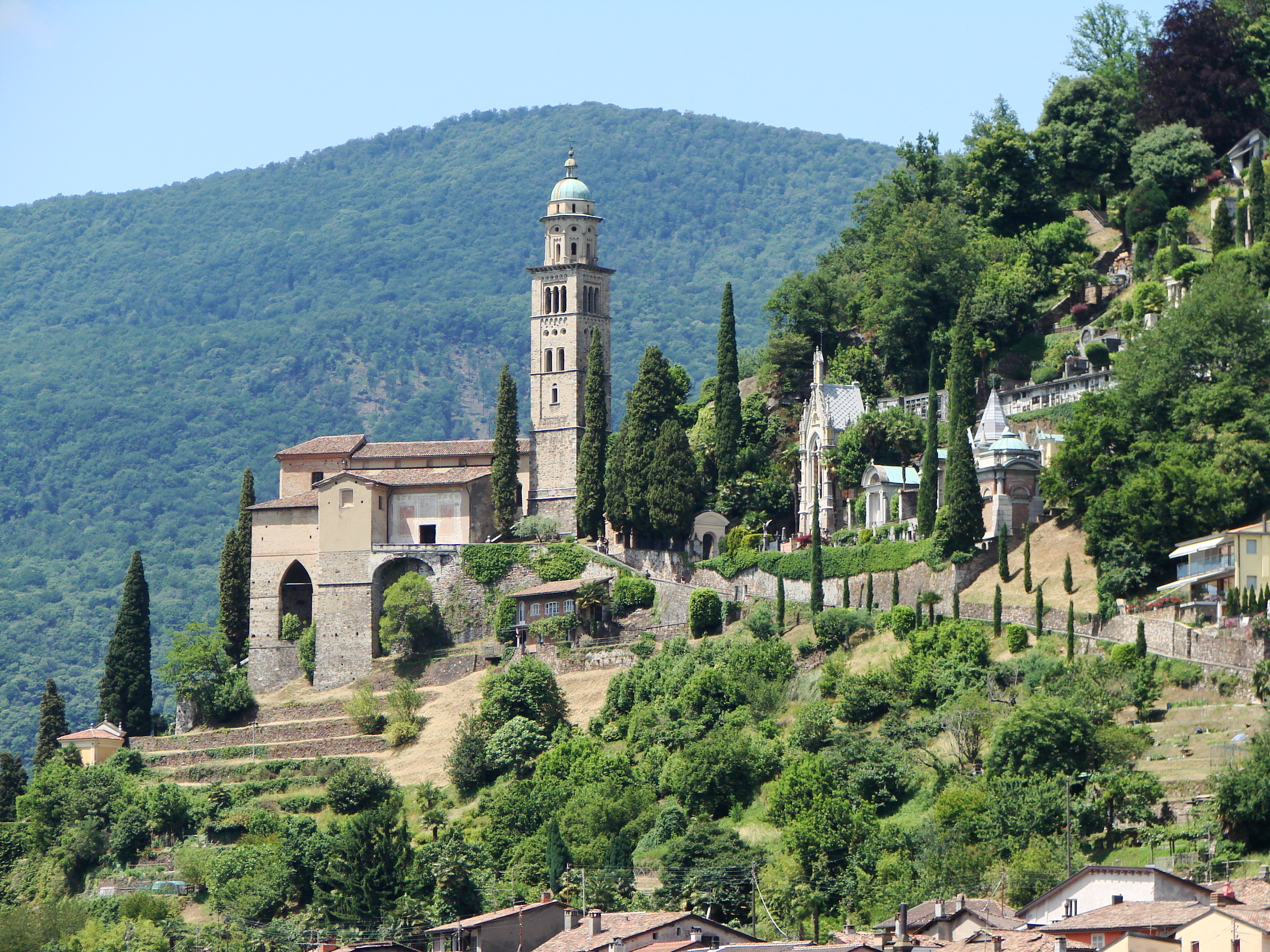
Chiesa Santa Maria del Sasso mit Friedhof
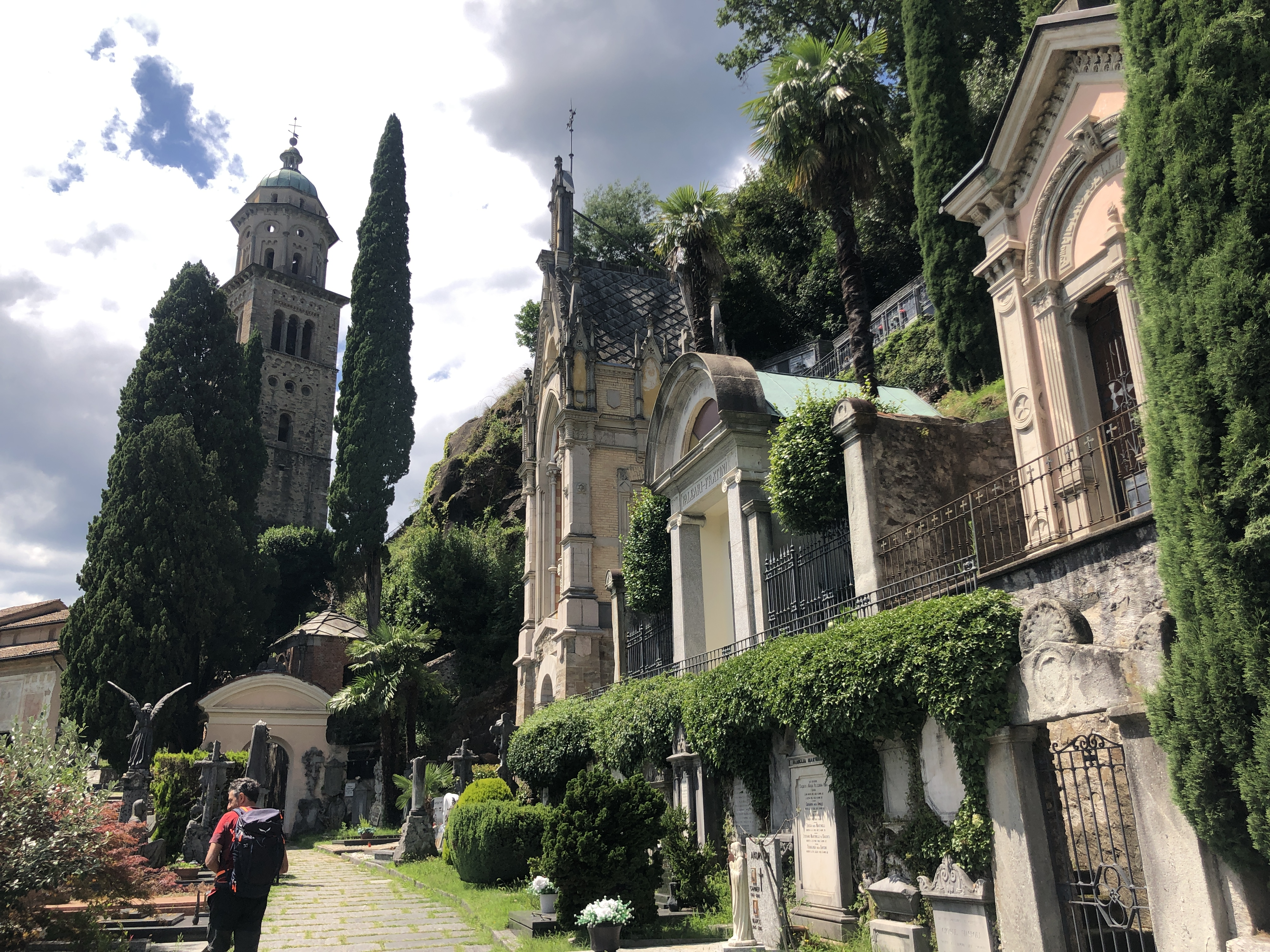
Friedhof
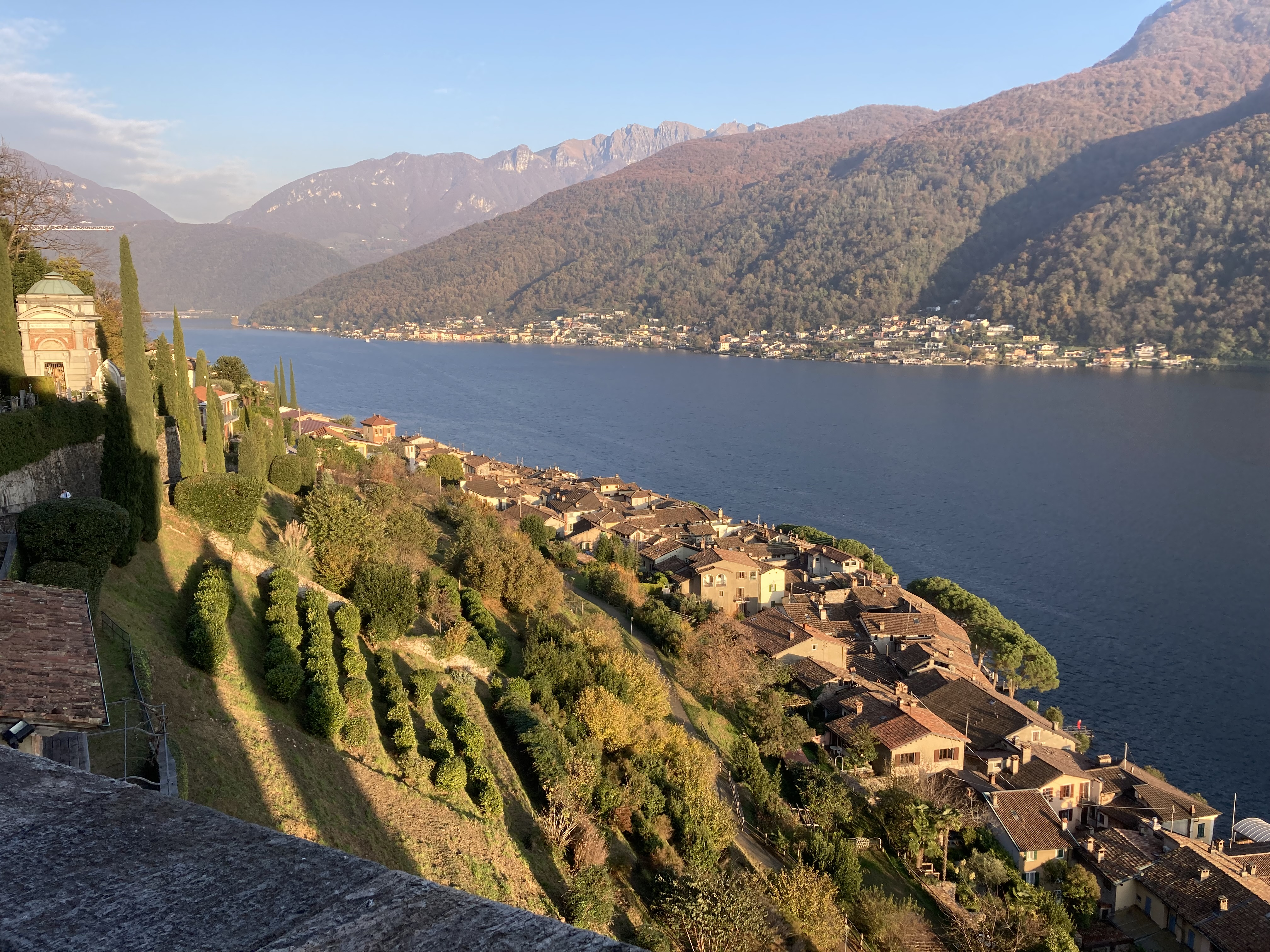
Blick von der Chiesa Santa Maria del Sasso auf die Dächer Morcotes
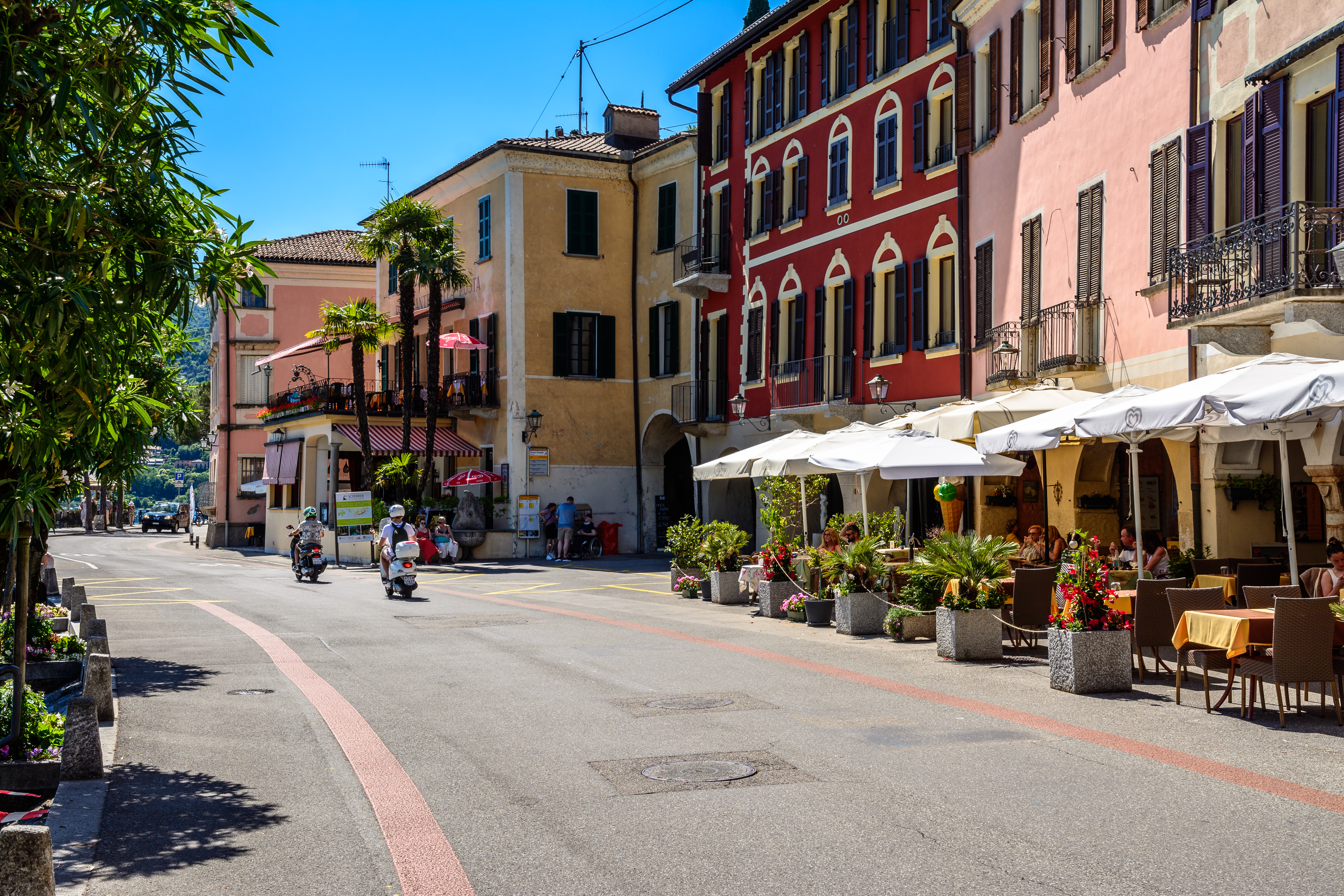
Piazza Grande
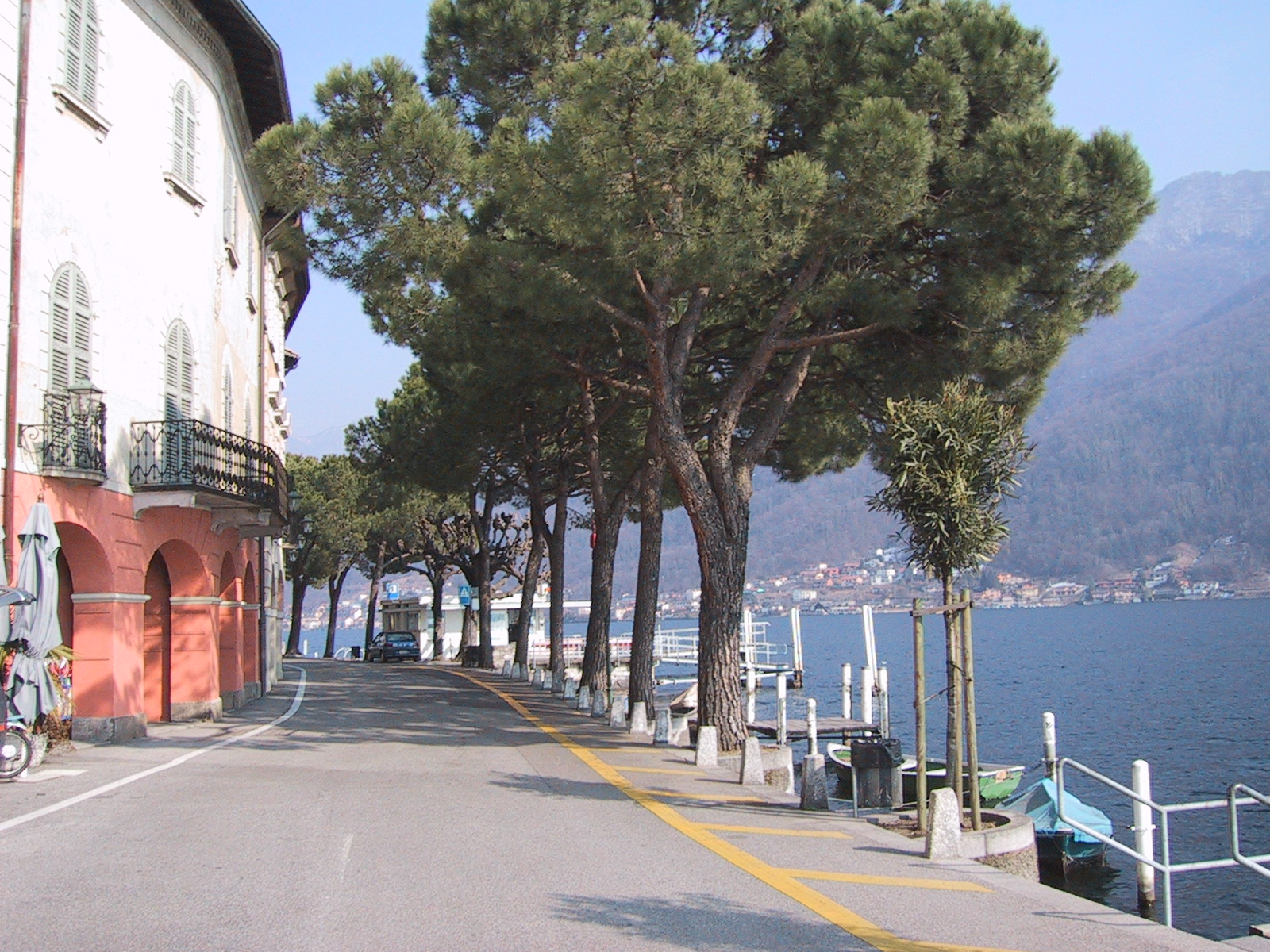
Uferstrasse in Morcote
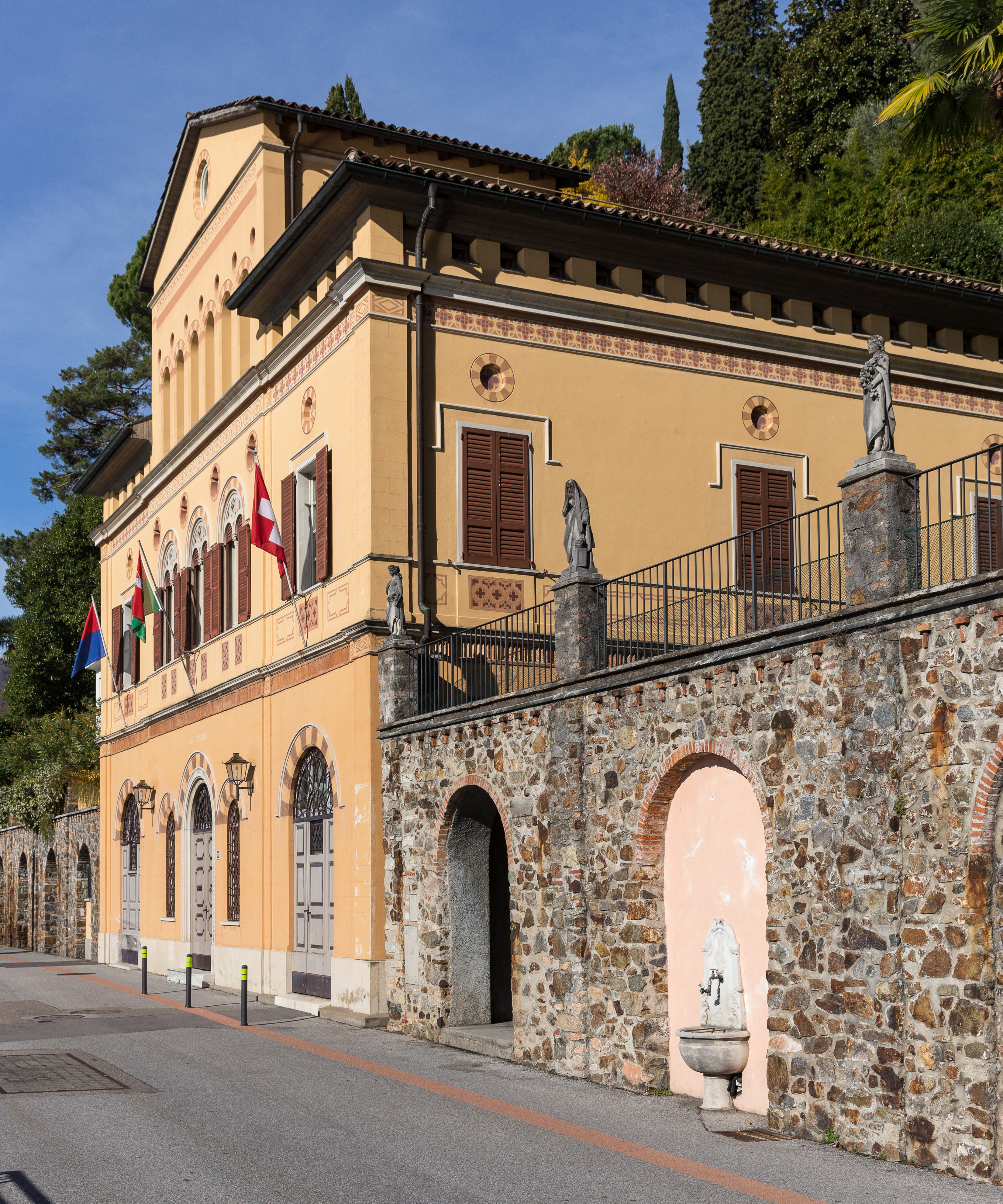
Gemeindehaus
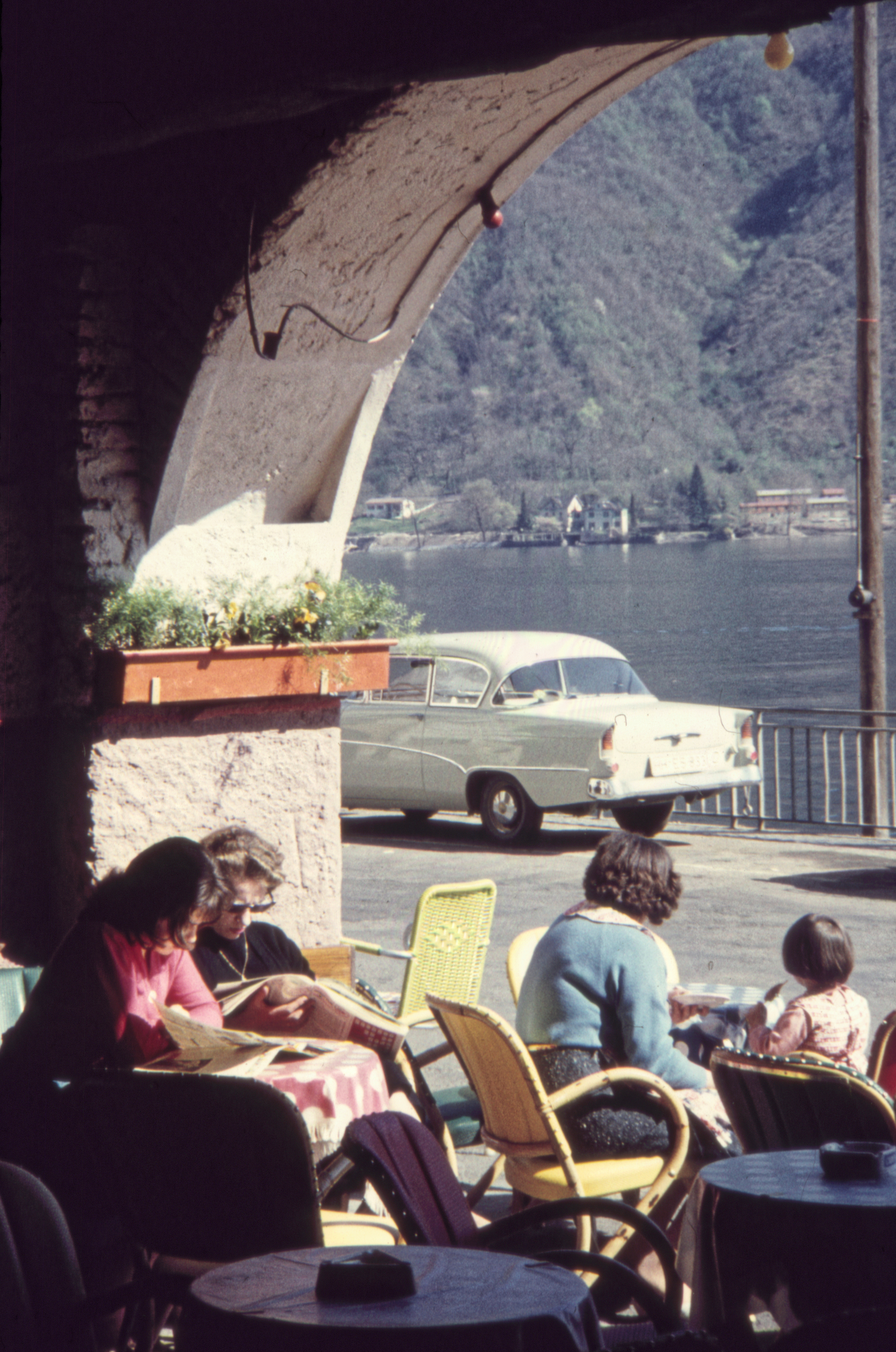
Blick auf die Uferstrasse 1959
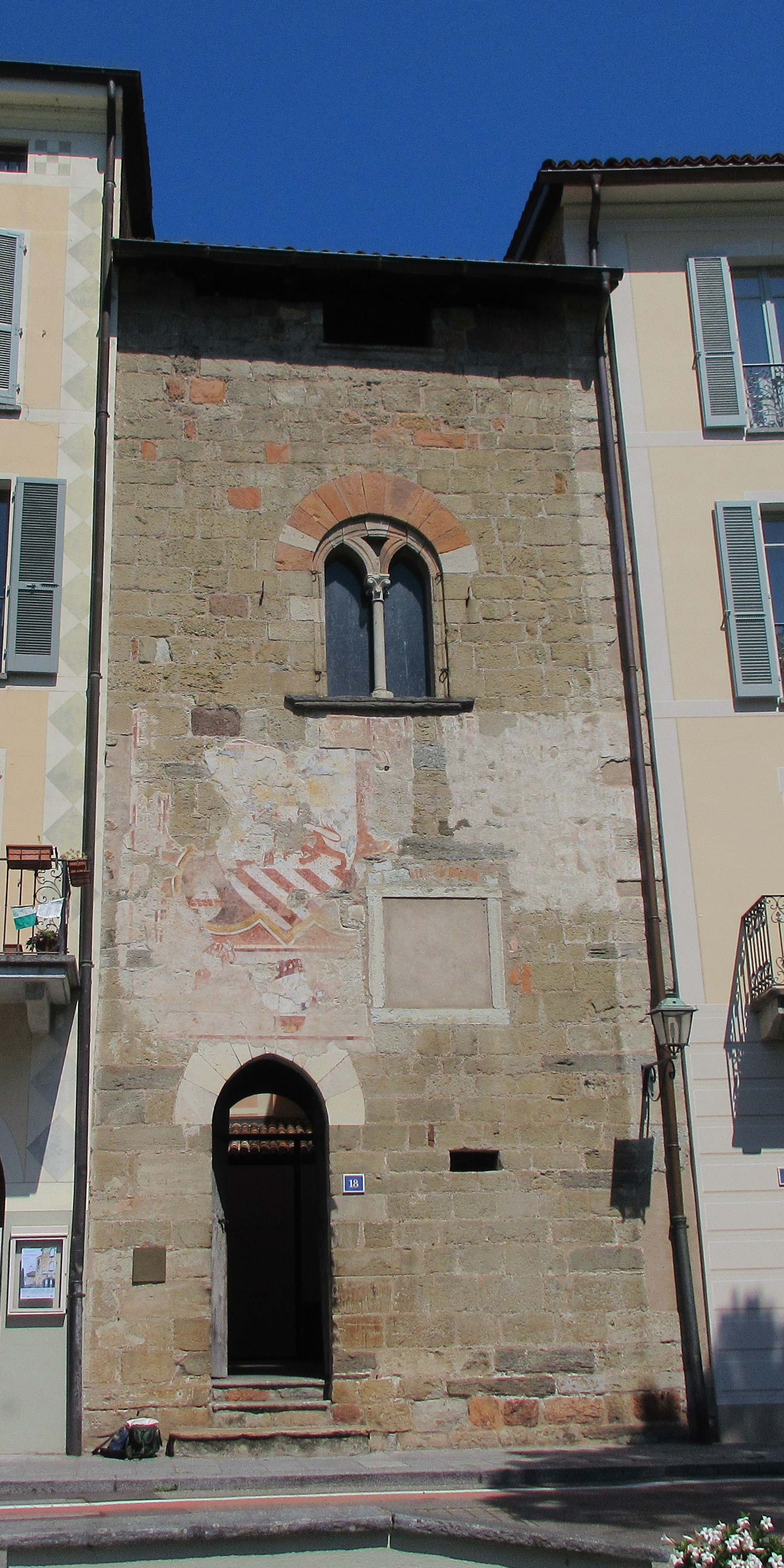
Torre del capitano